# Mårdshyttan
Mårdshyttan är en by i Lindesbergs kommun i Örebro län. Den klassades som småort till och med år 1995 samt från 2023.
Mårdshyttan omtalas i skriftliga källor första gången 1440. I skattelängden 1538 räntade Mårdshyttan 400 osmundar i årlig hytteskatt. Hyttan blåstes ned 1764.